# Bombylius abominalis
Bombylius abominalis är en tvåvingeart som beskrevs av Christian Rudolph Wilhelm Wiedemann 1828. Bombylius abominalis ingår i släktet Bombylius och familjen svävflugor. Inga underarter finns listade i Catalogue of Life.